# Релинген (Люнебургская пустошь)
Релинген (нем. Rehlingen) — община в Германии, в земле Нижняя Саксония.
Входит в состав района Люнебург. Подчиняется управлению Амелингхаузен. Население составляет 720 человек (на 31 декабря 2010 года). Занимает площадь 65,96 км².
Коммуна подразделяется на 5 сельских округов.